# Muğan Gəncəli
Muğan Gəncəli è un comune dell'Azerbaigian situato nel distretto di Sabirabad. Conta una popolazione di 1 713 abitanti.